# ابراهیم غفوری
ابراهیم غفوری (زاده ۱ تیر ۱۳۳۹ - تهران) فیلم‌بردار اهل ایران است.

## بازیگر
- مأموریت (۱۳۶۵)

## مدیر فیلم‌برداری
- ساخت ایران ۲ (نمایش خانگی) (۱۳۹۶)
- من سالوادور نیستم (۱۳۹۴)
- بشارت به یک شهروند هزاره سوم (۱۳۹۱)
- کلاه قرمزی و بچه ننه (۱۳۹۰)
- کشتزارهای سپید (۱۳۸۷)
- شب (۱۳۸۶)
- شب حورا (۱۳۸۶)
- پنج عصر (۱۳۸۲)
- روزی که زن شدم (۱۳۷۹)
- سفر قندهار (۱۳۷۹)
- تخته سیاه (۱۳۷۸)
- دارا و ندار (۱۳۷۸)
- باد و شقایق (۱۳۷۶)
- سیب (۱۳۷۶)
- اسکادران عشق (۱۳۷۵)
- اعاده امنیت (۱۳۷۴)
- تعطیلات تابستانی (۱۳۷۴)

## فیلم‌بردار
- روز سوم (۱۳۸۵)
- به من نگاه کن (۱۳۸۱)
- سکوت (۱۳۷۷)
- تعطیلات تابستانی (۱۳۷۴)
- طالع سعد (۱۳۷۴)
- دمرل (۱۳۷۲)
- افسانه مه پلنگ (۱۳۷۰)
- جیب برها به بهشت نمی‌روند (۱۳۷۰)
- مسافران (۱۳۷۰)
- تولد (۱۳۶۸)
- پاییزان (۱۳۶۶)
- پرنده کوچک خوشبختی (۱۳۶۶)

## جشنواره‌ها
- کاندیدای بهترین فیلم‌برداری (روز سوم) در بیست و پنجمین دوره جشنواره فیلم فجر - ۱۳۸۵